# Jurinella lata
Jurinella lata là một loài ruồi trong họ Tachinidae.